# Elephastomus howdeni
Elephastomus howdeni là một loài bọ cánh cứng trong họ Geotrupidae. Loài này được Nikolajev miêu tả khoa học năm 1990.